# Astrothrombus vecors
Astrothrombus vecors är en ormstjärneart som först beskrevs av Jean Baptiste François René Koehler 1904.  Astrothrombus vecors ingår i släktet Astrothrombus och familjen medusahuvuden. Inga underarter finns listade i Catalogue of Life.